# ماركو أنطونيو توفار
ماركو أنطونيو توفار (بالإسبانية: Marco Antonio Tovar)‏ هو لاعب كرة قدم مكسيكي في مركز الدفاع، ولد في 25 مايو 1990 في مونتيري في المكسيك. لعب مع تيغريس أونال.